# Односи Северне Македоније и Аустрије
Односи Северне Македоније и Аустрије су инострани односи Северне Македоније и Републике Аустрије.
Аустрија има амбасаду у Скопљу, а Македонија има амбасаду у Бечу.

## Односи

### Дипломатски представници

#### У Бечу
- Василка Попоска Треневска, амбасадор

#### У Скопљу
- Ренате Коблер, амбасадор, 2015 -